# 荷苞嶼 (嘉義縣)
23°26′48″N 120°14′52″E / 23.446752°N 120.247852°E

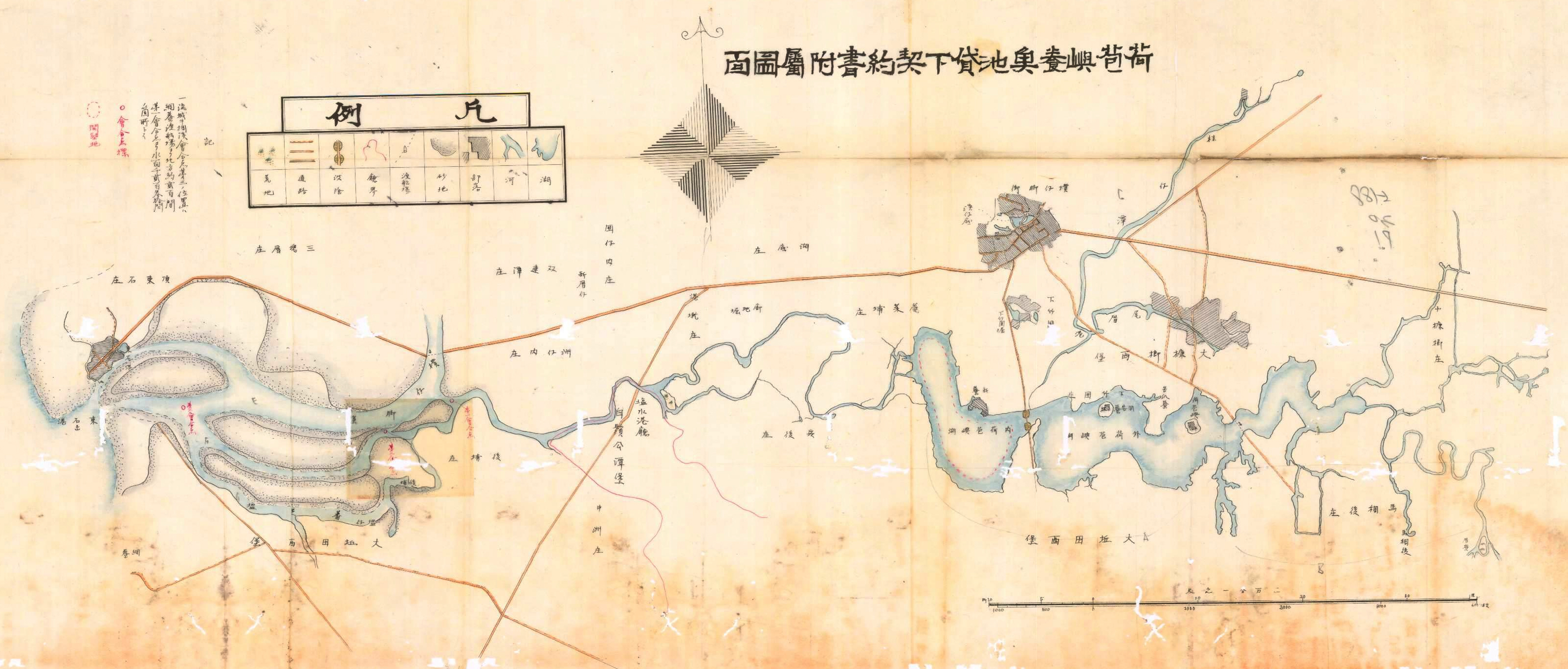
荷苞嶼水系，位於圖右側 (1909年)

荷苞嶼是過去在嘉南平原上的一個大型湖泊，位於現今臺灣嘉義縣朴子市，在早期提供當地居民水利灌溉功能，其支流連接朴子溪並在東石漁港出海，上游則是連接朱曉埤。荷苞嶼土地在淤積後逐漸成為農田，至今仍存有部分水塘。

## 介紹
荷苞嶼位在朴子市區南側，在過去還分為內荷苞嶼（東側）和外荷苞嶼（西側），在外荷苞嶼湖泊內有「同安寮」和「荷苞嶼」兩座小島。隨著荷苞嶼逐漸淤積，這兩座小島也與陸地相連，為今日的「東安寮」和「大館」聚落。藍鼎元在1721年《紀荷苞嶼》中即描述荷苞嶼湖如下：「如荷苞嶼者，其蔗乎建村落於嶼中，四面皆水，環水皆田，艤舟古樹之陰在羲黃以上釣魚、射獵無所不可。」記錄了當時荷苞嶼周圍的居民生活情景。日治時期時，嘉南大圳組合在荷苞嶼中央至朴子溪之間興建了嘉南大圳排水溝「荷苞嶼排水道」。而隨著湖泊逐漸淤積，荷苞嶼土地也逐漸成為農田，至今仍存有部分水塘。此處所種出的甘蔗，與阿里山檜木、布袋鹽並稱早期嘉義三大特產。

## 其他
嘉義縣政府於2005年在荷苞嶼東側的台糖土地（鹿草焚化廠旁，在鹿草鄉境內）開闢了「荷苞嶼生態園區」，提供水質淨化與生態復育、民眾休憩等功能。2017年4月在進行荷苞嶼排水幹線治理工程時，在太保市與鹿草鄉交界挖出了史前文物，經初步調查，陶片多屬紅褐色及灰黑泥質陶，應為魚寮時期遺留，貝殼則大多數是牡蠣與血蚶，而此遺址暫訂命名為「厝寮疑似遺址」；而於2018年5月進行護岸施作時，再發現了19具骨骸。